# Fronte Nazionale per la Salvezza della Bulgaria
Il Fronte Nazionale per la Salvezza della Bulgaria in bulgaro Национален фронт за спасение на България?, trasl. Nacionalen front za spasenie na Bălgarija - NFSB) è un partito politico nazionalista bulgaro.

## Storia
Il partito venne fondato il 17 maggio 2011 nella sala sportiva Boycho Branzov a Burgas. La sua fondazione vide la partecipazione di oltre 820 persone provenienti da tutto il paese, soprattutto dalle città di Varna, Šumen, Asenovgrad, Pazardžik, Plovdiv, Vratsa, Svilengrad, Loveč, Chirpan, Stara Zagora, Vidin e Dobrič.
Il partito elesse tre leader - Valeri Simeonov, Valentin Kasabov e Dancho Hadzhiev. Il segretario del partito è Maria Petrova. Il Consiglio Politico Nazionale comprende 19 persone - assessori "indipendenti" di Burgase-d ospiti di SKAT TV, a- come elizar Enchev aeValentin Fartunov.
Tra i fondatori del partito vi è l'ex presidente regionale dell'Unione delle Forze Democratiche nella città, Vladimir Pavlov.
Il partito fu membro del gruppo Europa della Libertà e della Democrazia (EFD) durante la VII legislatura del Parlamento europeo.
Il 3 agosto 2014 venne firmato un accordo di coalizione tra FNSB e Movimento Nazionale Bulgaro, chiamata Fronte Patriottico, per le elezioni parlamentari del 2014. Essa afferma che il suo scopo sia "un rilancio dell'economia bulgara, una lotta contro i monopoli, il raggiungimento dell'istruzione moderna, dell'assistenza sanitaria e un sistema giudiziario equo e incorrotto."
I membri dell'alleanza erano - PDRAU, Ideale Nazionale per l'Unità, Classe Media Europea, Associazione dei Patrioti, Bulgaria Indivisa, Movimento Nazionale dei Patrioti Bulgari, Unione delle Forze Patriottiche "Difesa", Associazione Nazionale dei Soldati Alternativi "Per l'Onore della spallina", Movimento Nazionale per la Salvezza della Patria e Partito Nazionaldemocratico.

## Amministrazione
- Leader - Valeri Simeonov
- Vice-leader - Valentin Kasabov
- Vice-leader - Dancho Hadzhiev
- Vice-leader - Boris Yachev
- Segretario - Maria Petrova

## Risultati elettorali
| Elezione          | Voti    | %    | Seggi    |
| ----------------- | ------- | ---- | -------- |
| Parlamentari 2013 | 131.169 | 3,70 | 0 / 240  |
| Europee 2014      | 68.376  | 3,05 | 0 / 17   |
| Parlamentari 2014 | 239.101 | 7,28 | 19 / 240 |
| Parlamentari 2017 | 318.513 | 9,31 | 27 / 240 |
| Europee 2019      | 22.421  | 1,11 | 0 / 17   |
| 1. 2.             |         |      |          |

| Elezione           | Elezione | Candidato      | Voti   | %    | Esito                |
| ------------------ | -------- | -------------- | ------ | ---- | -------------------- |
| Presidenziali 2011 | I turno  | Stefan Solakov | 84.205 | 2,50 | ❌ Non eletta/o (5º) |